# Mutprobe
Unter einer Mutprobe (von althochdeutsch muot = Kraft des Denkens, Empfindens, Wollens und mittellateinisch proba = Prüfung, Versuch) versteht man in der Wagnisforschung wie in der Umgangssprache die Herausforderung von Wagnisbereitschaft. Dabei muss eine persönliche Angstschwelle überwunden werden, die individuell unterschiedlich gelagert ist.

## Charakter
Mutproben provozieren ein Verhalten. Sie können auf ein Tun oder ein Unterlassen, auf ein Ausführen oder ein Verweigern von Handlungen abzielen. Sie können destruktiver, aber auch konstruktiver Natur sein und lassen sich als minderwertig, akzeptabel oder hochwertig klassifizieren.
Die Tendenz zu Mutproben oder ihre Verweigerung ist zudem vom Charaktertyp des einzelnen Menschen und seiner speziellen Veranlagung mitbestimmt. So wird in der einschlägigen Literatur zwischen dem Wagnissucher und dem Wagnismeider unterschieden, die in der Fachterminologie auch als Philobat bzw. Oknophiler bezeichnet werden. Sie bilden sich bereits im Grundschulalter heraus, haben eine wesentliche Funktion bei der Entwicklung der Persönlichkeit und sind über Mutproben erlernbar.

## Motive und Sinngebungen
Die Motive und Sinngebungen, aus denen Mutproben erwachsen können, sind vielfältig:
Mutproben als
- Unterhaltung (Gesellschaftsspiel und Zeitvertreib) vgl. Balconing
- Abenteuersuche (Kickerleben bei einer Gefahrenbewältigung) vgl. Klippenspringen, Bungeespringen
- Angstbekämpfung (Methode zur Therapie von Phobien oder Panikattacken)[11][2]
- Selbstwertstreben (Kompensation von schulischen oder beruflichen Misserfolgen)[12]
- Kompetenzerweiterung (Schaffung neuer Handlungs- und Erlebnisräume)[13] vgl. Gleitschirmakrobatik
- Grenzerkundung (Selbsterfahrung: Austesten und Finden der eigenen Möglichkeiten)[3] vgl. Grenzgänger (Psychologie)
- Welterkundung (Entdecken neuer unbekannter Umwelten)[14]
- Prestigegewinn in der Peergroup (z. B. Teilnahme junger Frauen am Klaasohm)
- Initiationsritus (Aufnahmeprüfung in eine Jugendclique oder militärische Eliteeinheit)[15][16]
- Wertverwirklichung (Bewährungsmöglichkeit, z. B. Entwickeln von Selbstvertrauen, Selbstwertgefühl, sozialer Anerkennung durch Gefahrenhilfe, Praktizieren von Zivilcourage)[17][18]

## Arten von Mutproben
Mutproben können auf unterschiedlichen Ebenen wie der physischen, der psychischen, der intellektuellen, sozialen Ebene erfolgen bzw. sich auch überschneiden, z. B.
- Physische Ebene: Schmerzen ertragen, Ekel oder Scham überwinden
- Psychische Ebene: Sich mit Gefahren und Risiken konfrontieren, Zivilcourage beweisen
- Mentale Ebene: Sich einer unangenehmen Situation (Prüfung, Gegner, Wettkampf) stellen, sich in unbekanntes Neuland und auf Entdeckung begeben
- Soziale Ebene: Anderen Menschen imponieren (S-Bahn-Surfen, Stehlen, Gefährdeten und Schwächeren beistehen)

Mutproben können außerdem freiwillig oder unter einem Gruppenzwang, heimlich oder offen erfolgen. Dabei ist es von Bedeutung, ob die Fähigkeit zur Selbstregulation und Verantwortungsübernahme gegeben ist.

## Geschlechtstypische Unterschiede
Die verbreitete Vorstellung, dass männliche Kinder und Jugendliche eher zu Mutproben neigen als weibliche, muss nach den Forschungsergebnissen von Siegbert Warwitz als widerlegt gelten:
Die geschlechtstypischen Mutproben unterscheiden sich lediglich nach ihrer andersartigen Struktur und etablieren sich auf jeweils anderen Betätigungsfeldern. So tendieren die männlichen Kinder und Jugendlichen eher zu „offenen“, spektakulären Mutproben, während die weiblichen „heimliche“, versteckte Selbstprüfungen bevorzugen. Während die Jungen mehr den körperbezogenen, physischen Leistungsbeweis suchen, praktizieren die Mädchen überwiegend Anforderungen in psychischen Bereichen. So schnitten die weiblichen Probanden im sogenannten „Vertrauenstest“ und bei der Prüfung der Zivilcourage signifikant besser ab, während die männlichen bei kampfbetonten Aktivitäten deutlich vorne lagen. Während die männlichen Jugendlichen sich eher bei riskanten Stunts und Fahrzeugrennen, beim Umgang mit Feuer und Knallkörpern betätigen, bevorzugen die weiblichen geschicklichkeitsrelevante Mutübungen wie etwa das Voltigieren oder Springreiten. Bei dem „Turmtest“ trauten sich mehr Jungen auf die Sprunghöhe von fünf Metern als tatsächlich auch herab sprangen. Von den Mädchen stiegen zwar weniger auf den Sprungturm hinauf, aber fast alle wagten es auch, hinab zu springen. Mädchen zeigen sich bei der Wahl ihrer Mutproben eher regelkonform. Jungen favorisieren dagegen das Riskieren von Regelverstößen (bei roter Ampel die Straße queren etc.). Bei der Hintergrundanalyse der Ergebnisse zeigte sich jedoch, dass die Sozialisation der Probanden durch ihr Lebensumfeld offensichtlich eine wichtigere Rolle spielt als die Geschlechtszugehörigkeit.

## Bedeutung und Bewertung
Mutproben sind Teil jeder Jugendkultur. Sie finden sich bei allen Völkern und zu allen Zeiten. Ihnen kommt über das besonders intensive Ausleben in der Zeit der Adoleszenz hinaus eine lebenslange Bedeutung zu. Es stellen sich jedem Menschen immer wieder Situationen, in denen er Mut beweisen muss, etwa bei einer Wortmeldung in einer Versammlung, beim Zugeben eines Fehlers oder bei der Forderung von Zivilcourage.
Der Sinn von Mutproben ergibt sich nach Warwitz aus der naturgegebenen Triebstruktur des Menschen. Sie aktiviert wesentliche Entwicklungsimpulse zur Ausreifung der Persönlichkeit. Im griechisch-antiken und christlichen Kulturkreis zählt Mut (ἀνδρεία = andreia= magnitudo animi = Mut/Tapferkeit) bereits seit Aristoteles und seiner Nikomachischen Ethik zu den Kardinaltugenden des Menschen. Er siedelt sie als „rechte Mitte“ (μεσότης) an zwischen den Extremen Tollkühnheit (ἡ θρασύτης) und Feigheit (ἡ δειλία).
Mutproben erwachsen aus dem auf extensives und intensives Ausleben angelegten Neugiertrieb und dem Wertschaffungstrieb. Der Selbsterhaltungstrieb und der (Über-)Lebenswille wirken mäßigend in der Gegenrichtung. Die Funktion der beiden gegensätzlich agierenden Triebe verdeutlicht Warwitz in dem Bild des antreibenden Gashebels und der entschleunigend wirkenden natürlichen Bremse. Beide können reflektiert, aber auch exzessiv ausgelebt werden. Wenn beide Triebe beherrscht und in ein angemessenes Zusammenspiel gebracht werden, ergibt sich eine vertretbare, gesellschaftlich akzeptierte Mutprobe.
Das Verfügen über Mut ist zunächst nur eine formale Tugend. Sie kann ehrenhaft und unehrenhaft ausgeübt werden. Um als wertvoll gelten zu können, benötigen Mutproben über die grundsätzliche Bereitschaft zum Wagnis hinaus eine ethische Ausrichtung. Diese lässt sich in Form einer Wagniserziehung (vgl. auch Wagnis (Pädagogik)) pädagogisch beeinflussen:
So können über Mutproben beispielsweise Frustrationstoleranz, das Ertragen von Schmerzen, die Bereitschaft zu Opfern, das unangenehme Bekennen von Fehlern, die Bereitschaft zu Leistungsvergleichen, das Verweigern verbrecherischer oder gesundheitsgefährdender Anträge (Rauchen, Drogen) oder das couragierte Eintreten für Schwächere und Bedrohte gelernt und damit persönlichkeitsrelevante Entwicklungsimpulse gegeben werden.

## Rezeption in Romanen
- Erich Kästner: Das Fliegende Klassenzimmer (1933)

In seinem Bestseller Das fliegende Klassenzimmer verdichtet der Romanschriftsteller Erich Kästner die Selbstverwandlung eines 14-jährigen Jugendlichen von einem ängstlichen und unter seiner Feigheit leidenden, zusätzlich von seinen Klassenkameraden verspotteten und erniedrigten Schüler zu einer selbstsicheren, Entschlusskraft ausstrahlenden, bewunderten Persönlichkeit. Der Durchbruch gelingt durch eine – allerdings opferreiche – außergewöhnliche öffentliche Mutdemonstration in Form eines Regenschirmsprungs von einem hohen Sprunggerüst. Die für den Erzieher zunächst sinnlos erscheinende Tat bewirkte in einer Situation existenzieller Not das eigenständige Entdecken einer inneren Kraft, die es ermöglicht, Potenziale abzurufen, von denen Uli selbst und seine Spötter keine Ahnung hatten. So ist es auch für heutige Jugendliche in Bezug auf das Ansehen in der Peergroup meist erträglicher, als verletzter Held, denn als unverletzter Feigling da zu stehen.
Eine weitere Form der Mutprobe, die Zivilcourage erfordert, betrifft Ulis gesamte Klasse und (im Lebensrückblick) auch ihren Hauslehrer Dr. Bökh: Die Jugendlichen wagen es, gegen eine strenge Internatsvorschrift zu verstoßen, weil ihnen die Hilfe für einen in Bedrängnis geratenen Klassenkameraden wichtiger und wertvoller erscheint als das Einhalten der Gemeinschaftsregel.

## Rezeption in Filmen
- Das fliegende Klassenzimmer (1954), Film von Kurt Hoffmann

Die Filmfassung von 1954 hält sich am engsten an die Romanvorlage von Erich Kästner, an seine Darstellung von Ulis Mutprobe und deren Bewertung. Der Film übernimmt auch die zweite Mutprobe, an der die gesamte Klasse beteiligt ist, und das Rahmengeschehen um den Lehrer Dr. Bökh. Die späteren Verfilmungen Das fliegende Klassenzimmer (1973) und Das fliegende Klassenzimmer (2003) nahmen Anpassungen an die veränderten Zeitverhältnisse vor.
- … denn sie wissen nicht, was sie tun (Originaltitel: Rebel Without a Cause), amerikanischer Kultfilm von 1955

In dem unter der Regie von Nicholas Ray entstandenen Filmdrama mit James Dean geht es um ein tödlich endendes Mutprobenspiel einer Gruppe gelangweilter Jugendlicher in Form eines „Hasenfußrennens“ („chicken run“), bei dem verliert, wer bei einer Autofahrt auf eine Klippe zu als erster das Fahrzeug verlässt.

## Rezeption im Internet
Mutproben haben Jugendlichen immer schon eine Möglichkeit geboten, den eigenen Status innerhalb der Peergroup zu etablieren. Ein Spezifikum der gegenwärtigen Jugendgeneration ist jedoch, dass gleich ein Millionenpublikum weltweit via Internet an den waghalsigen Aktionen Anteil haben kann.
Marc Busse nutzt das Internetforum YouTube als mediale Ressource für die Analyse von Mutproben. Seine Auswahl umfasst mehr oder weniger riskante Aktivitäten, die im Zusammenhang mit physiologischen Reaktionen des Körpers auf Substanzen stehen, wie z. B. die Coke-and-Mentos-, die Salt and Ice Challenge und die Zimt-Mutprobe. Sie werden aus naturwissenschaftlicher Sicht betrachtet, um Ansatzpunkte für die Ausbildung von auf riskante Aktivitäten bezogene Bewertungskompetenzen von Schülerinnen und Schülern ausloten zu können.